# 刺史祠
刺史祠，位于中国广东省云浮市罗定市围底镇下古模村，为罗定市文物保护单位，类型为古建筑，公布时间为1998年4月6日。
刺史祠的历史年代为明、清。